# Пигасус (персонаж)
Пигасус (англ. Pigasus) — изображение крылатой свиньи, которое американский писатель Джон Стейнбек (1902—1968) использовал как личную печать с латинским девизом Ad astra per alas porci («к звездам на крыльях свиньи»). Слово Pigasus представляет собой гибрид слов «свинья» (англ. pig) и «Пегас» (Pegasus) — мифологический крылатый конь, любимец муз. Пигасус должен был символизировать Стейнбека, как «приземлённого, но стремящегося ввысь … с большим, но недостаточным размахом крыльев». Стейнбек во время автограф-сессий иногда вместе со своим автографом рисовал изображение Пигасуса.
Кроме того, имя Пигасус носит персонаж книг о стране Оз Рут Пламли Томпсон, вышедших в 1930-х годах. Пигасус Томпсон также является крылатой свиньёй. Подобно Пегасу, наездники Пигасуса получают поэтический дар, когда едут верхом на нём. Пигасус у Томпсон впервые появляется в книге Пираты в стране Оз (1931).